# Garen Bloch
Garen Bloch (Johannesburgo, 6 de septiembre de 1978 – Johannesburgo, 21 de julio de 2018) fue un ciclista en pista sudafricano.
Bloch nació en Johannesburgo. Era el hermano menor del también ciclista olímpico Sean Bloch. Ganó 16 títulos nacionales y estableció cuatro récords. Acabó tercero en el Mundial de 1997 en la carrera por puntos y cuarto en la Copa del Mundo de ciclismo en pista de 1999.
Bloch compitió con el equipo surafricano en los Juegos Olímpicos de Sídney 2000 a los 22 años en la prueba de un kilómetro contrarreloj, donde acabó octavo con un tiempo de 1:04.478.
El 21 de julio de 2018, Bloch falleció en un accidente de moto en su natal Johannesburgo.